# Svatopluk Čech

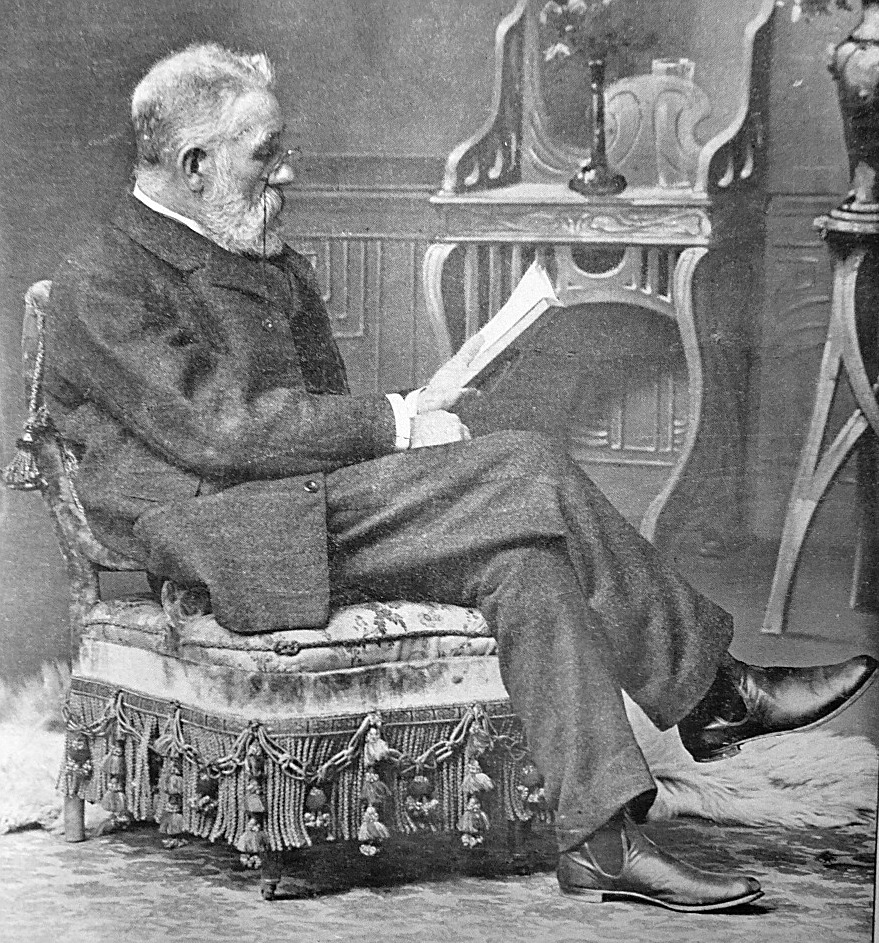
Svatopluk Čech.

Svatopluk Čech, född 21 februari 1846, död 23 februari 1908, var en tjeckisk författare.
Čech studerade juridik och var under många år verksam som advokat. Han ägnade sig från 1879 på heltid åt författarskapet och utgav en litterär tidskrift Květy, som han redigerade fram till sin död. Čech, som var en framstående representant för sin tidsålders varma och kampglada patriotism, framträdde dels som lyriker, och dels som episk författare, ofta med ett satiriskt inslag. År 1874 vann han framgång med sitt epos Adamiterna, en skidring från husitkrigen, och 1879 med idyllcykeln I lindens skugga. Bland senare verk märks romanen Smeden i Lešetin (1883), versberättelsen Dagmar (1883–1884), diktcykeln Trälens sånger (1895). Čech författade även en mängd kåserier, noveller och reseskildringar, av vilka ett urval Berättelser, arabesker och humoresker 1884 utgavs i svensk översättning av Emil Peterson. Alfred Jensen utgav 1898 ett urval och en kortfattad biografi på svenska 1895 i Nordisk revy och Ord och bild.